# 워쉽배틀
《워쉽배틀》은 글로벌 시장에서 성공한 모바일 게임 《건쉽배틀》의 정식 후속작이다.
제2차 세계대전을 배경으로 타란토 공습부터 진주만 공습, 디에프 상륙작전 등 역사적으로 유명한 해상 전투에 참전해 적의 병력을 타파하는 밀리터리 슈팅 게임이다.
함선들 간의 포격전을 기본으로 수중에서 적의 함선이나 잠수함을 공격하기 위한 어뢰를 발사하는 추격전, 군용 항공기를 적재한 항공모함과 이를 활용한 공중전 등 각종 전투를 3D 그래픽으로 구현해 실감나는 해상 전투를 경험할 수 있는 것이 특징이다.